# Biggie & Tupac
Biggie & Tupac es un documental de 2002 sobre los iconos del rap Biggie Smalls y Tupac Shakur, dirigido y producido por Nick Broomfield. El documental investiga las muertes de ambos raperos, que algunas personas afirman que fueron orquestadas por Suge Knight, jefe de Death Row Records.
Gracias a este documental se ha abierto la investigación sobre la muerte de Biggie Smalls. Cuando se preguntó "¿quién mató a Tupac? en una entrevista de la radio de la BBC el 7 de marzo de 2005, Broomfield afirmó (citando a Snoop Dogg): "el hombre grande que estaba junto a él en el coche...Suge Knight".